# Franz Wacik

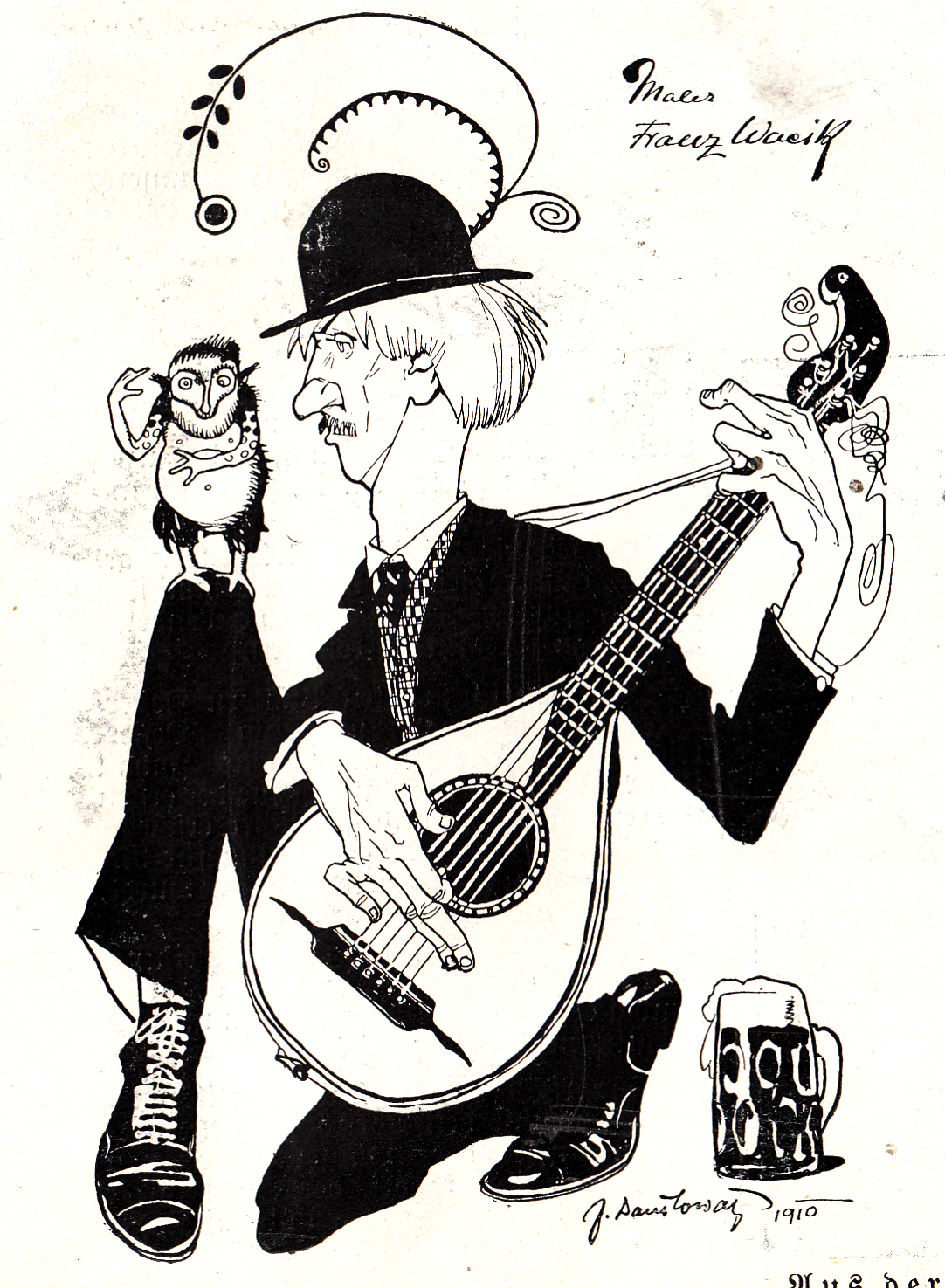
Franz Wacik (1910), Zeichnung von Josef Danilowatz

Franz Wacik (* 9. September 1883 in Wien; † 15. September 1938 ebenda) war ein österreichischer Maler und Grafiker.

## Leben
Franz Wacik war zu Beginn seiner künstlerischen Laufbahn zunächst Schüler an der Malschule Strehblow, später studierte er an der Kunstgewerbeschule Wien bei Alfred Roller. An der Wiener Kunstakademie studierte er von 1902 bis 1908 Malerei bei Christian Griepenkerl, Franz Rumpler und Heinrich Lefler.
Insbesondere widmete sich Wacik der Buchillustration, vorwiegend im Kinder- und Jugendbuch. Er illustrierte meist in Farbe Werke von Hans Christian Andersen, Märchen der Brüder Grimm, Erzählungen von E. T. A. Hoffmann, Hugo von Hofmannsthal, Clemens Brentano, auch das Volksbuch von Till Eulenspiegel u. v. a. Für die Buchreihe Österreichs Ruhmeshalle übernahm er die Bände zu Franz Schubert und Franz Grillparzer, für die Wochenzeitschrift Die Muskete verfertigte er hunderte von Farbillustrationen,  auch zur Zeitschrift Jugendrotkreuz trug er bei. Besonders ragen hervor  seine Arbeiten für die ambitionierte Reihe Gerlach's Jugendbücherei, z. B. erneut mit Andersens Märchen und Illustrationen zu Bürgers Münchhausen.

## Literatur

Franz Wacik: Plakat zur Frühjahrsausstellung der Wiener Secession. Farblithographie, 1913